# Quartinia dilecta
Quartinia dilecta är en stekelart som beskrevs av André 1884. Quartinia dilecta ingår i släktet Quartinia och familjen Masaridae. Inga underarter finns listade i Catalogue of Life.